# Wildenborch
Wildenborch is een buurtschap in de gemeente Bronckhorst in de Nederlandse provincie Gelderland. Het ligt 4 kilometer ten noordoosten van Vorden.
De buurtschap dankt haar naam aan het uit de middeleeuwen daterende kasteel De Wildenborch waarvan het landgoed eind achttiende eeuw ontgonnen werd door D.H. Staring, vader van de dichter en landbouwkundige Anthony Staring.
Op ongeveer twee kilometer ten zuidwesten van Wildenborch ligt de Zunnebelt.
Hoofdplaats: Hengelo      Stadjes: Bronkhorst · Laag-Keppel

Dorpen: Achter-Drempt · Baak · Drempt · Halle · Hengelo · Hoog-Keppel · Hummelo · Keijenborg · Kranenburg · Olburgen · Steenderen · Toldijk · Velswijk · Vierakker · Voor-Drempt · Vorden · Wichmond · Zelhem

Buurtschappen: Bekveld · Delden · Dunsborg · Eldrik · Gooi · Halle-Heide · Halle-Nijman · Heidenhoek · Heurne (deels) · Linde · De Meene · Medler · Meuhoek · Mossel · Noordink · Oosterwijk · Rha · Varssel · Veldhoek (deels) · Veldwijk · Wassinkbrink · Wientjesvoort · Wildenborch · Winkelshoek · Wittebrink · Wolfersveen

Voormalige gemeenten: Hengelo · Hummelo en Keppel · Steenderen · Vorden · Zelhem

Gelderland · Steden en dorpen in Gelderland      Nederland · Provincies · Gemeenten